# U.S. Route 60
U.S Route 60 (också kallad U.S. Highway 60 eller med förkortningen  US 60) är en amerikansk landsväg i USA som sträcker sig i öst-västlig riktning. Vägen är 4273 km lång och sträcker sig mellan Virginia Beach, Virginia och Interstate 10 vid Brenda, Arizona. Vägen går igenom nio delstater: Virginia, West Virginia, Kentucky, Illinois, Missouri, Oklahoma, New Mexico och Arizona.